# Unterschleißheim
Unterschleißheim é uma cidade da Alemanha, localizada no distrito de Munique, no estado de Baviera.